# باين وينغيت
باين وينغيت هو محامي وقاضي وسياسي أمريكي، ولد في 14 مايو 1739 في أميسبوري في الولايات المتحدة، وتوفي في 7 مارس 1838 في Stratham, New Hampshire ‏ في الولايات المتحدة. نشط حزبياً في الحزب الفيدرالي الأمريكي.

## مناصب
- انتخب عضو مجلس الشيوخ الأمريكي [الإنجليزية]‏ عن دائرة New Hampshire Class 2 senate seat ‏ خلال فترته النيابية [الإنجليزية]‏ (4 مارس 1791 – 4 مارس 1793).
- انتخب عضو مجلس الشيوخ الأمريكي [الإنجليزية]‏ عن دائرة New Hampshire Class 2 senate seat ‏ خلال فترته النيابية [الإنجليزية]‏ (4 مارس 1789 – 4 مارس 1791).
- انتخب عضو مجلس النواب الأمريكي [الإنجليزية]‏ عن دائرة نيوهامبشير (4 مارس 1793 – 3 مارس 1795).
- انتخب عضو مجلس الشيوخ الأمريكي [الإنجليزية]‏ عن دائرة نيوهامبشير (4 مارس 1789 – 3 مارس 1793).